# Pegusa impar
Pegusa impar es una especie de pez de la familia Soleidae en el orden de los Pleuronectiformes.

## Distribución geográfica
Se encuentran en las  costas del Mar Mediterráneo y desde Gibraltar hasta el Senegal.